# Томас Бланчард

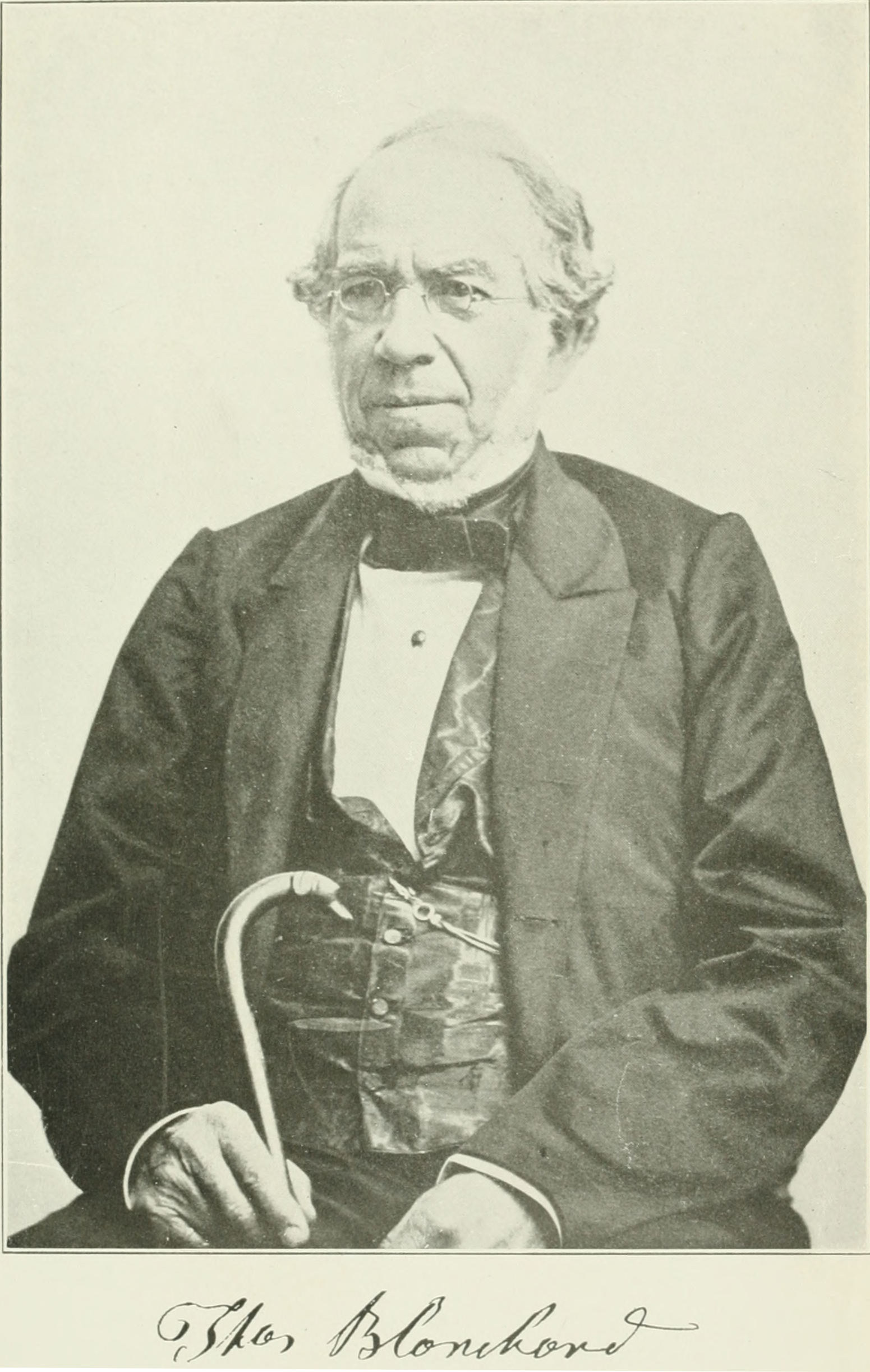
Томас Бланчард у пізні роки життя

Томас Бланчард (іноді неправильно пишуть Бланшар, за французькою орфографією, нар. 24 червня 1788 — 16 квітня 1864) — американський винахідник, який більшу частину свого життя прожив у Спрингфілді, штат Массачусетс, де в 1819 році він став піонером конвеєрного типу масового виробництва в Америці, а також винайшов перший токарний верстат для обробки взаємозамінних деталей. Більшу частину своєї кар'єри Бланчард працював у Спрингфілдському арсеналі. У 1825 році він також винайшов перший в Америці автомобіль, який він назвав «безкінною каретою», що рухалася завдяки паровому двигуну. За життя Бланчарда йому видано понад двадцять п'ять патентів на його творіння.

## Біографія

### Цвяхи
Народився в Саттоні, штат Массачусетс. Мав схильність до механічної роботи і разом зі своїм братом виготовляв цвяхи вручну. Цей процес був надзвичайно повільним і виснажливим, а його перша машина, виготовлена та запатентована в 1806 році, була механічним пристроєм, який міг виготовляти п'ятсот цвяхів за хвилину, кожен з яких був набагато кращим, ніж цвяхи, виготовлені вручну. Він продав права на свою машину за 5000 доларів.

### Верстати для виготовлення зброї та копіювання шаблонів

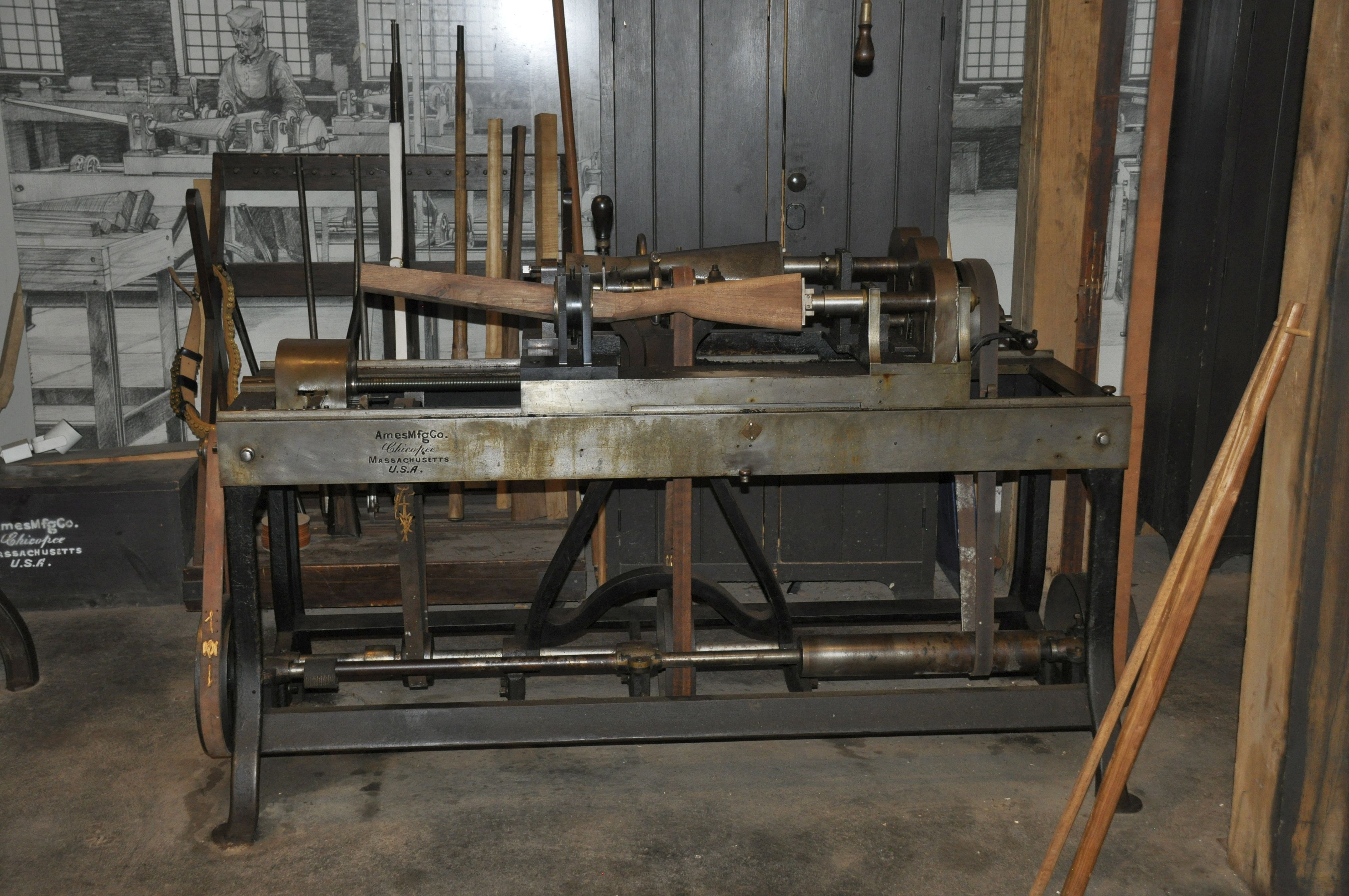
Водяний токарний верстат Бланчарда, який використовувався для дублювання прикладів рушниць з 1850-х років. Зброярня Harpers Ferry.

Потім Бланчард звернув свою увагу на стволи стрілецької зброї і винайшов верстат, який спростив процес їхнього виготовлення. Найнятий Спрингфілдським арсеналом під час його конструювання, Бланчард завершив верстат у 1822 році. Верстат точив та обробляв стволи за одну операцію; восьмикутна частина ствола оброблялася шляхом зміни дії токарного верстата на вібраційний рух. Цей винахід згодом був поширений на токарну обробку всіляких нестандартних форм.
Він також розробив копіювальний токарний верстат, який обводив модель для токарної обробки лож рушниць, автоматично створюючи потрібний контур (1818). Копіювальний токарний верстат почали використовувати для виготовлення колодок (форм) для взуття у 1850-х роках. Завдяки можливості точно відтворювати колодки стало можливим виготовляти взуття стандартних розмірів.

### Паровий транспорт
Звернувши свою увагу на транспорт, Бланчард винайшов «паровий віз» ще до появи залізниць у Сполучених Штатах, а в 1831 році створив потужний пароплав, що плавав угору по річці Коннектикут і на заході США. Обидва він винайшов і запатентував у Спрінгфілді, штат Массачусетс. У 1851 році він спроєктував і створив машину, яка могла згинати щільну та міцну деревину.
Бланчард також сконструював машини для різання та складання конвертів за одну операцію, а також кілька довбальних верстатів.

### Визнання
Посмертно (2006) був обраний до Національної зали слави винахідників США.

## Патенти
- X0002080 Горизонтальний ножичний верстат. 4 травня 1813 року (патент знищено пожежею)
- X0003010 Верстат для виготовлення цвяхів та бредів. 3 жовтня 1817 р. (патент знищено пожежею)
- X0003131 Токарна обробка нестандартних форм (лише зображення, без тексту) 6 вересня 1819 р.
- X0003436 Верстат для токарного виготовлення лож рушниць. 6 вересня 1819 року (патент знищено пожежею)
- X0004832 Регулювання швидкості вагонів. 28 грудня 1825 року (патент знищено пожежею)
- U.S. Patent 3 Верстат для токарної обробки тощо дерев'яних шківів та штифтів для суднових талеїв та шківів. 1 серпня 1836 року.
- U.S. Patent 4 Машина для стругання або заокруглення заготовок для країв, торців тощо корабельних блоків. 10 серпня 1836 року.
- U.S. Patent 5 Верстат для довбання суцільних дерев'яних оболонок корабельних такелажних блоків. 10 серпня 1836 року.
- U.S. Patent 6 Машина для формування торцевих частин дощатих блоків для кораблів тощо. 10 серпня 1836 року.
- U.S. Patent 7 Машина для свердління отворів та нарізання пазів для шнурів у глухих отворах. 10 серпня 1836 року.
- U.S. Patent 8 Машина для нарізання надрізів навколо блоків та анкерних щіток кораблів. 10 серпня 1836 року.
- U.S. Patent 9 Спосіб заклепування дощок або виготовлених блоків. 10 серпня 1836 року.